# Biscutella auriculata
Espèce
Classification phylogénétique
Biscutella auriculata, appelée la lunetière à oreillettes ou la lunetière auriculée, est une espèce de plante herbacée de la famille des Brassicacées, native d'Europe méridionale et d'Afrique du Nord.